# Enric I de Xampanya

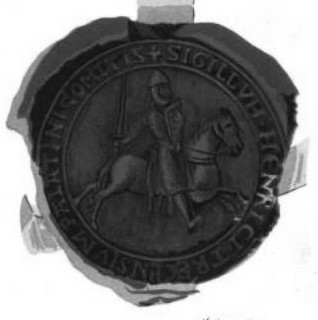
Segell d'Enric I de Xampanya amb escarboncle

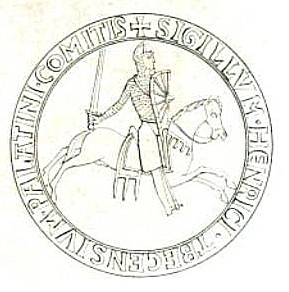
Recreació del segell d'Enric I de Xampanya amb escarboncle

Recreació de l'escut amb escarboncle d'Enric I de Xampanya

Enric I de Xampanya (? - 17 de març de 1181), conegut com el Liberal, va ser comte de Xampanya (1152-1181).

## Orígens familiars
Ell era el fill gran del comte Teobald II de Xampanya (anomenat també Teobald IV de Blois) i de Matilde de Caríntia.

## Matrimoni i descendents
El 1164 es va casar amb Maria de França, filla de Lluís VII de França i de Leonor d'Aquitània. Van tenir quatre fills:
- Escolàstica de Xampanya (morta el 1219), es va casar amb Guillem IV de Macon
- Enric II de Xampanya (1166-1197)
- Maria de Xampanya (morta el 1204), es va casar amb l'emperador Balduí I de Constantinoble
- Teobald III de Xampanya (1179-1201)

## Segona Croada
Enric va participar en la Segona Croada sota la direcció de Lluís VII de França. Portava una carta de recomanació de Bernat de Claravall adreçada a Manuel I Comnè, emperador romà d'Orient, que figura entre els notables presents en l'assemblea celebrada per Balduí III de Jerusalem a Acre el 24 de juny de 1148.

## La Xampanya
A la mort del seu pare Enric va triar prendre només Xampanya deixant als seus germans menors les altres possessions familiars (incloses Blois, Chartres, Sancerre i Chateaudun). En el moment això semblà sorprenent doncs els altres territoris eren més rics i desenvolupats, però Enric degué preveure les possibilitats de Xampanya i durant el seu govern el comtat va esdevenir un dels més rics i més poderosos dels principats francesos. Enric va establir l'ordre en el govern sobre els barons de Xampanya, podent comptar amb la lleialtat de 2.000 vassalls, fet aquest per si mateix que el va convertir en un dels més poderosos senyors feudals de França. Aquesta ordre i poder l'aconseguí al convertir la Xampanya en un lloc segur perquè els comerciants s'hi reunissin i sota la seva protecció es crearen les fires de Xampanya, convertint-se aquest territori en una de les places pel comerç de llarga distància i de finances més importants de l'edat mitjana a Europa. La capital de la Xampanya a Troyes va esdevenir també un centre literari de renom.

## A Jerusalem, captura i mort
El 1179 Enric va anar novament a Jerusalem amb un grup de cavallers francesos entre ells els seus parents Pere de Courtenay -germà de Lluís VII- i Felip de Dreux bisbe de Beauvais. Enric va tornar a Europa per la ruta terrestre a través d'Àsia Menor, però va ser capturat i mantingut com a ostatge per Kilidj Arslan II, el soldà de Rum. El rescat va ser pagat per l'emperador romà d'Orient i Enric va ser posat en llibertat, però va morir poc després. Va ser succeït pel seu fill gran Enric II de Xampanya.